# Andrew Rein
Andrew Rein, född den 11 mars 1958 i Stoughton, Wisconsin, är en amerikansk brottare som tog OS-silver i lättviktsbrottning i fristilsklassen 1984 i Los Angeles. 